# Jay et Bob contre-attaquent… encore
Série View Askewniverse
Clerks 2
(2006) Clerks 3
(2022)
Pour plus de détails, voir Fiche technique et Distribution.
Jay et Bob contre-attaquent… encore ou Jay et Bob redémarrent au Québec (Jay and Silent Bob Reboot) est un film américain réalisé par Kevin Smith et sorti en 2019. Il s'agit du 7e long métrage de l'univers de fiction View Askewniverse créé par le réalisateur-scénariste.

## Synopsis
Après une entourloupe de leur avocat Brandon St. Randy, Jay et Silent Bob perdent un procès contre Saban Films. Ils n'ont même plus le droit de s'appeler Jay et Silent Bob. Après avoir rendu visite à Brodie Bruce, ils découvrent par ailleurs que Saban Films prévoit de sortir le film Bluntman V Chronic de Kevin Smith, reboot du film Bluntman and Chronic adapté d'une série comics inspirée de leurs vies. Ils décident de se rendre à nouveau à Hollywood, notamment au Chronic-Con, pour empêcher ce projet. Sur leur route, ils vont rencontrer divers personnages et retrouver d'anciennes connaissances. À Chicago, Jay retrouve son ex-petite-amie, Justice, qui a eu depuis une fille.

## Fiche technique
Sauf indication contraire, les informations mentionnées dans cette section peuvent être confirmées par la base de données cinématographiques IMDb,  présente dans la section « Liens externes ».
- Titre original : Jay and Silent Bob Reboot
- Titre français : Jay et Bob contre-attaquent… encore
- Titre québécois : Jay et Bob redémarrent[1]
- Réalisation et scénario : Kevin Smith
- Direction artistique : Hunter Brown
- Décors : Nate Jones
- Costumes : Melissa Walker
- Photographie : Yaron Levy
- Montage : Kevin Smith
- Musique : James L. Venable
- Production : Liz Destro et Jordan Monsanto

Producteurs délégués : Jonathan Saba
Producteur exécutif : Tracey Landon
- Sociétés de production : SModcast Pictures, Destro Films et View Askew Productions
- Sociétés de distribution : Saban Films / Universal Pictures (États-Unis)
- Budget : 10 millions de dollars[2],[3]
- Pays d'origine :  États-Unis
- Langue originale : anglais
- Format : couleur
- Genre : comédie, aventure, parodie
- Durée : 95 minutes
- Dates de sortie[4] :
  - États-Unis : 15 octobre 2019 (sortie limitée en salles)
  - France : 19 janvier 2020 (vidéo à la demande)
- Classification[5] :
  - États-Unis : R - Restricted

## Distribution
- Jason Mewes (VF : Vincent Barazzoni) : Jay
- Kevin Smith (VF : Christophe Lemoine) : Silent Bob / lui-même
- Harley Quinn Smith (VF : Laëtitia Godès) : Millennium « Milly » Faulken
- Aparna Brielle (VF : Victoria Grosbois) : Jihad
- Shannon Elizabeth (VF : Marie Chevalot) : Justice
- Brian O'Halloran : Dante Hicks / Grant Hicks / lui-même
- Jason Lee (VF : Mark Lesser) : Brodie Bruce
- Joey Lauren Adams : Alyssa Jones
- Jennifer Schwalbach Smith : Miss McKenzie, la manager du Mooby's
- Craig Robinson (VF : Rody Benghezala) : le juge Jerry N. Executioner
- Joe Manganiello (VF : Benoît DuPac) : l'huissier au procès
- Frankie Shaw (VF : Marie Tirmont) : la procureure
- Justin Long (VF : Jérôme Pauwels) : Brandon St. Randy, l'avocat de Jay et Silent Bob
- Donnell Rawlings : le capitaine du SWAT
- David Dastmalchian : un officier du SWAT
- Chris Jericho : le Grand Sorcier du Ku Klux Klan
- Kate Micucci : Kate, une employée du Mooby's
- Diedrich Bader : Gordon
- Melissa Benoist : Reboot Chronic
- Val Kilmer : lui-même / Reboot Bluntman
- Tommy Chong : Alfred
- Ben Affleck (VF : Boris Rehlinger) : Holden McNeil
- Matt Damon (VF : Damien Boisseau) : Loki
- Fred Armisen (VF : Cyrille Artaux) : Todd « Merkin » Merkinsky
- Molly Shannon : Joline
- Rosario Dawson (VF : Annie Milon) : Reggie Faulken
- Adam Brody : un vendeur au Chronic-Con
- Dan Fogler (VF : Jérémie Bédrune) : l'employé d'accueil à la convention
- Jason Biggs (VF : Cédric Dumond) : lui-même
- James Van Der Beek (VF : Thierry Wermuth) : lui-même
- Method Man (VF : Christophe Peyroux) : lui-même
- Redman (VF : Maurice Decoster) : lui-même
- Robert Kirkman : lui-même
- Keith Coogan : lui-même
- Stan Lee : lui-même (images d'archives)
- Chris Wood : lui-même
- Chris Hemsworth (VF : Adrien Antoine) : lui-même

- Version française
  - Adaptation française des dialogues : Samuel Lavie & Julia Borsatto
  - Direction artistique : Philippe Blanc
  - Société de doublage : BTI Studios

## Production
Après la sortie Clerks 2 en 2006, plusieurs films du View Askewniverse sont tour à tour annoncés, comme Clerks 3 — qui sortira finalement en 2022 — ou une suite de Les Glandeurs (1995). Kevin Smith réalise alors des comédies non liées à l'univers (Zack et Miri font un porno et Top Cops) et des films d'horreur (Red State, Tusk et Yoga Hosers). En 2017, Kevin Smith confirme que ces projets sont annulés pour diverses raisons : Jeff Anderson refuse par exemple de reprendre son personnage de Randal Graves dans un 3e film Clerks et la suite en série télévisée de Les Glandeurs a été refusée par les chaines américaines. Il révèle cependant qu'il a écrit un film centré sur Jay et Silent Bob intitulé Jay and Silent Bob Reboot. Dès la finalisation du script, il est annoncé que le film sera produit par Miramax. En janvier 2019, Saban Films acquiert les droits de distribution en association avec Universal Pictures
Initialement prévu pour l'été 2017, puis pour août 2018 et novembre 2018, le tournage débute le 25 février 2019 à La Nouvelle-Orléans, un an après quasiment jour pour jour l'accident cardiaque de Kevin Smith,.
En mars 2019, une photographie de tournage révèle la présence de Craig Robinson, Joe Manganiello et Frankie Shaw. Les rappeurs Method Man et Redman sont également annoncés. Auparavant, Grant Gustin et Tom Cavanagh, deux acteurs de la série télévisée Flash, sur laquelle a travaillé Kevin Smith, avaient été annoncés en juillet 2018.
En mars 2019, il est annoncé que Shannon Elizabeth va reprendre le rôle de Justice, qu'elle tenait dans Jay et Bob contre-attaquent (2001). Le même mois, il est annoncé que la femme du réalisateur, Jennifer Schwalbach Smith, reprendra elle aussi son personnage de Jay et Bob contre-attaquent, Missy. Le catcheur Chris Jericho rejoint lui aussi la distribution. Rosario Dawson est également annoncée sur le projet. Kevin Smith révèle sa présence sur les réseaux sociaux en laissant planer le doute sur son personnage (elle incarnait Becky dans Clerks 2).
En avril 2019, la présence de Chris Hemsworth est confirmée.

## Sortie et accueil

### Dates de sortie et diffusion
La première bande-annonce est dévoilée en juillet 2019 lors du Comic-Con de San Diego. Le film sort aux États-Unis le 15 octobre 2019.
Le film sort dans quelques salles américaines le 15 octobre 2019, distribué en sortie limitée par Fathom Events (en) lors de plusieurs soirées évènementielles. Universal Pictures distrivue par ailleurs le film au Royaume-Uni. Après les évènements de Fathom Events, Kevin Smith se lance dans une tournée nord-américaine (roadshow) pour présenter son film en personne avec des échanges après le film avec le public. Cette tournée débute le 19 octobre 2019 à Asbury Park dans le New Jersey et s'achève le 26 février 2020 à La Nouvelle-Orléans.

### Critique
Le film reçoit des critiques mitigées à sa sortie. Sur l'agrégateur américain Rotten Tomatoes, il récolte 64% d'opinions favorables pour 42 critiques et une note moyenne de 6,3⁄10. Le consensus suivant résume les critiques compilées par le site : « Concentré sur les fans jusqu'à la faute, Jay & Silent Bob Reboot essaie de se moquer de la même nostalgie du public qu'il exploite – et le réussit assez souvent pour satisfaire les fidèles ». Sur Metacritic, il obtient une note moyenne de 46⁄100 pour 7 critiques.

### Box-office
Le film ne connait qu'une sortie limitée en salles dans certains pays. Il ne totalise ainsi que 4 691 248 $ au box-office.

## Clins d’œil
Références aux précédents films du View Askewniverse
- Jay et Silent Bob se rendent dans un fast-food Mooby's, présent dans Dogma et Clerks 2.
- Quand Jay et Silent Bob se font arrêter, Jay sort le « sexe entre les jambes » comme Buffalo Bill dans Le Silence des agneaux. Il le faisait déjà dans Clerks 2.
- Quand Dante Hicks se fait plaquer sur une voiture par la police devant le Quick Stop, il se plaint qu'il ne devait même pas bosser aujourd'hui, comme dans Clerks : Les Employés modèles, et qu'il faut plutôt arrêter Randal Graves. De plus, on peut apercevoir le journaliste Grant Hicks (présent dans Dogma).
- Au Chronic-Con, Jay et Bob retrouvent Holden McNeil. Il est sur le point de se faire interviewer par Alyssa Jones, personnage de Méprise multiple. Ils découvrent que Holden a une fille, nommée Amy. Il raconte qu'il passe désormais son temps à « poursuivre Amy » (le titre original de Méprise multiple est Chasing Amy).
- Au Chronic-Con, Jay et Silent Bob sont attaqués par une armée de Casse-Noisette, l'ennemi juré de Bluntman et Chronic incarné par Mark Hamill dans Jay et Bob contre-attaquent.
- Au Chronic-Con, Jay et Silent Bob entrent dans une salle qui abrite une réunion célébrant les 25 ans de Clerks : Les Employés modèles. L'équipe du film apparait en noir et blanc, comme le film de 1994.
- Diedrich Bader reprend son rôle de l'agent de sécurité, Gordon, qui travaillait pour Miramax dans Jay et Bob contre-attaquent.
- Après avoir pris de la drogue, Jay et Bob hallucinent et parlent avec les rappeurs Method Man et Redman. Dans Jay et Bob contre-attaquent, ils voyaient Scooby-Doo et ses compères Daphné, Véra, Fred et Sammy[28].
- Au Chronic-Con, Jay et Silent Bob retrouvent les deux enfants dont ils s'étaient moqués dans Jay et Bob contre-attaquent (incarnés par Jake Richardson et Nick Fehlinger ; Jake Richarson apparait également dans Clerks 2). Devenus adultes, les deux hommes expliquent qu'ils ont fait fortune avec le business du cannabis légal avec l'entreprise Kush Boys[29].
- Quand Kevin Smith voit l'armure de Silent Bob, copiée sur celle d'Iron Man, il déclare « Marvel va nous coller un procès ». Dans Jay et Bob contre-attaquent , le réalisateur Chaku Zulu disait une phrase similaire, en parlant de George Lucas, en voyant la médiocre parodie de Star Wars dans le film sur Bluntman et Chronic.
- À la fin du film, Dante Hicks n'arrive pas à ouvrir le rideau métallique du Quick Stop, apparemment à cause d'un chewing-gum dans la serrure, comme au début de Clerks : Les Employés modèles, premier film du View Askewniverse[28].

Références à d'autres films de Kevin Smith
- Justin Long incarne Brandon St. Randy, l'avocat de Jay et Bob. Il était présent dans Zack et Miri font un porno[29].
- L'acteur Jason Biggs déclare au Chronic-Con qu'il a joué dans Père et Fille (2004), autre film de Kevin Smith, et que cela lui a détruit sa carrière.

Métafiction
Le film contient plusieurs références et clins d’œil métafictionels.
- Bodie Bruce informe Jay et Silent Bob que le film Bluntman V Chronic va être réalisé par cette « petite pute de Kevin Smith ». Il parle du réalisateur qui a fait ce « film de merde avec Bruce Willis » (Top Cops, 2010). Jay s'exclame en se demandant comment on a pu laisser ce « timbré » faire des films après « son délire sur les morses » (Tusk, 2014). Kevin Smith apparait par ailleurs dans son propre rôle et déclare notamment « fuck Top Cops » en rentrant dans la loge du Chronic-Con[28].
- Matt Damon incarne à nouveau le dieu nordique Loki, après Dogma (1999). Face caméra, il se moque et critique le personnage homonyme de Marvel incarné par Tom Hiddleston dans les films de l'univers cinématographique Marvel. Par ailleurs, Loki mentionne qu'il a été sauvé de la noyade par des pêcheurs méditerranéens, comme Jason Bourne dans La Mémoire dans la peau (également avec  Matt Damon).
- Jay dit à Milly que Dieu est le « portrait craché d'Alanis Morissette ». La chanteuse canadienne incarnait justement Dieu dans Dogma (1999).
- Ben Affleck incarne Holden McNeil. Ce dernier explique à Jay et Silent Bob qu'il a désormais vieilli et qu'il n'est plus Batman / Bruce Wayne mais plutôt son père, Thomas Wayne. Cela renvoie au départ de l'acteur de l'univers cinématographique DC. Il est ainsi remplacé par Robert Pattinson pour The Batman. Holden parle également de la mère de Bruce Wayne, mais qu'il a oublié son prénom. Dans Batman v Superman : L'Aube de la justice, une scène explique que les mères de Batman et Superman se nomment toutes deux Martha. Holden fait par ailleurs une série de blagues à sa fille Amy et évoque plusieurs films de Ben Affleck : Gone Girl, The Town, Justice League et Argo[28].
- Quand elle voit Kevin Smith au Chronic-Con, Milly hurle qu'elle ne l'aime pas et qu'il « force sa fille à apparaitre dans toutes les daubes qu'il réalise ». Milly est incarnée par Harley Quinn Smith, la propre fille de Kevin Smith.
- Shan Yu reproche à Kevin Smith de nombreuses choses reprochées dans la vraie vie au réalisateur-scénariste. Kevin Smith répond qu'elle a sûrement du parler à sa femme, Jennifer Schwalbach Smith.

Marvel Comics / DC Comics
Le film contient de nombreuses allusions à Marvel Comics et DC Comics et à leurs adaptations cinématographiques :
- Milly et ses copines fantasment sur l'interprète de Thor, Chris Hemsworth. Chris Hemsworth apparait en hologramme à l'entrée du Chronic-Con.
- Silent Bob utilise une armure métallique similaire à celle au début de Iron Man (2008) pour sauver ses amis. Jay le présente comme « Iron Bob ». En voyant tout cela, Kevin Smith dit que « Marvel va nous coller un procès ».
- Une scène post-générique montre une interview de Stan Lee par Kevin Smith tournée avant son décès au Comic-Con.
- Le reboot de Bluntman and Chronic, intitulé Bluntman vs Chronic, rappelle le film Batman v Superman : L'Aube de la justice[28].
- Jay déclare « Come, son of Jor-El, kneel before Zod », une référence au film Superman 2 (1980)[28] qu'il prononçait déjà dans Mallrats après avoir assommé le garde.
- Tommy Chong, présent dans de nombreuses stoner comedys, incarne un majordome nommé Alfred dans Bluntman vs Chronic, en référence à Alfred Pennyworth, le majordome de Bruce Wayne[28].
- Dans la scène post-générique, Brodie Bruce parle de sa fille, nommée Banner. Son nom est donc Banner Bruce, soit l'inverse de Bruce Banner, le vrai nom de Hulk[28].

Star Wars
Comme dans plusieurs films de Kevin Smith, on trouve des allusions à Star Wars.
- Bodie Bruce et Jay se demandent notamment si Star Wars, épisode VII : Le Réveil de la Force est une suite ou un reboot.
- La fille de Justice se nomme Millennium « Milly » Faulken, en clin d’œil au vaisseau spatial le Faucon Millenium.
- Le logo de la compagnie aérienne Southbest Airlines ressemble à celui de l'Alliance rebelle[28].
- Quand Justice présente Jay et Bob à sa femme Reggie, elle dit qu'il s'agit d'amis venant d'une « galaxie lointaine, très lointaine », en référence à la phrase au début des films Star Wars.

Autres
- Il est fait plusieurs fois références à la société de production Saban Films et notamment sa participation à la série télévisée Power Rangers : Mighty Morphin. Saban Films est par ailleurs la société qui distribue Jay et Bob contre-attaquent… encore aux États-Unis.
- En voyant l'amie muette de Milly, Jay se moque de Silent Bob en parlant de deux de ses films préférés, Sans un bruit et La Forme de l'eau, deux films avec des personnages principaux muets[28].
- Dans la scène post-générique, Jay remarque qu'il y a plus de lens flare que dans un film de J. J. Abrams[28].
- Robert Kirkman apparait au Chronic-Con et raconte la fin de The Walking Dead.
- Au Chronic-Con, l'acteur Jason Biggs se moque de James Van Der Beek en l'appelant « Diplo ». James Van Der Beek a produit la série What Would Diplo Do? (en) dans laquelle il incarne le célèbre musicien-producteur-DJ Diplo.
- Lorsque la police est devant le Quick Stop, on peut entendre sur la radio de police « One Adam-12 », en référence à la série télévisée des années 1960-1970 Auto-patrouille, Adam-12 en VO[28].
- Le juge, incarné par Craig Robinson, se nomme Jerry N. Executioner. Il s'agit d'un jeu de mots avec « Judge, Jury, and Executioner » (« juge, juré et bourreau » en français)[28].
- Avant le procès, l'avocat Brandon St. Randy déclare qu'il est un grand fan de Dick Wolf, tout comme Jay, et principalement de sa série télévisée New York, police judiciaire[28].
- Joe Manganiello incarne l'huissier de justice au procès de Jay et Bob. On peut lire sur son badge qu'il se nomme B. Herveaux. Dans la série True Blood, l'acteur tenait le rôle d'Alcide Herveaux[28].
- La fille d'Holden est incarnée par Logan Lee Mewes, la fille de Jason Mewes (interprète de Jay).
- Le Chronic-Con, notamment son logo, rappelle le Comic-Con de San Diego[28].
- Jay se trompe régulièrement en appelant Kevin Smith « Kevin James », acteur et humoriste américain. Dans la réalité, cela est souvent arrivé à Kevin Smith[28].
- Dans la scène post-générique, Jay et Bob parlent avec Method Man et Redman parlent de leur film How High, une stoner comedy[28].
- Le monologue de Silent Bob rappelle fortement celui de Blake (Alec Baldwin) dans le film Glengarry (James Foley, 1992)[28].
- Au Chronic-Con, Jay et Bob se cachent derrière deux personnes déguisées en Bluntman et Chronic. Il s'agit de la mère et du frère de Kevin Smith[28].
- Quand Alyssa Jones découvre Jay et Silent Bob, elle les compare à Harold et Kumar, deux personnages incarnés par John Cho et Kal Penn dans Harold et Kumar chassent le burger (2004) et ses deux suites[28].
- Sur la scène du Chronic-Con, Kevin Smith porte un t-shirt avec une photographie de George Carlin. Ce célèbre comédien de stand-up, décédé en 2008, a beaucoup influencé Kevin Smith et apparaissait dans Dogma, Jay et Bob contre-attaquent et Père et Fille[28].
- Lors de l'attaque au Chronic-Con, Jay parle en valyrien, un langage de fiction inventé par George R. R. Martin pour sa série de romans Le Trône de fer et repris dans la série télévisée Game of Thrones[28].
- Le film Panique chez les Crandell est évoqué plusieurs fois dans le film. Keith Coogan apparait par ailleurs dans le film au Chronic-Con.